# Safety EP
Albums de Coldplay
Brothers and Sisters EP
(1998)
Safety est le premier EP du groupe anglais Coldplay. Il a été réalisé le 18 mai 1998 et a été conçu comme une maquette à destination des maisons de disques. Il a été financé par le groupe et leur manager Phil Harvey, pour environ £ 200.
50 exemplaires sont réellement vendus, les autres étant donnés à des fans et amis. Aujourd'hui, il faut compter 3 000 euros pour se procurer un exemplaire de ce disque très rare.
« Bigger Stronger » et « Such a Rush » sont tous deux sur le troisième EP de Coldplay The Blue Room EP et « No More Keeping My Feet on the Ground » apparait comme une face B de « Yellow » sur la version britannique du CD.
La photo de couverture du chanteur Chris Martin a été prise par John Hilton, un ami du groupe.

## Liste des titres
1. Bigger Stronger – 4:46
2. No More Keeping My Feet on the Ground – 4:30
3. Such a Rush – 4:56